# Davide Lembo
Davide Lembo, Perugia (Felino, 30 luglio 1899 – Torino, ...), è stato un giornalista e politico italiano.

## Biografia
Prende parte alla prima guerra mondiale tra le file dei Ragazzi del '99. Tornato alla vita civile si sabilisce a Campobasso, dove inizia ad occuparsi di giornalismo e aderisce ai Fasci italiani di combattimento. Fondatore del Fascio locale e della quasi totalità delle sezioni del Molise, nel 1921 assume la carica di Federale del neonato Partito Nazionale Fascista e al comando delle squadre d'azione abruzzesi prende parte alla marcia su Roma.
A partire dal 1926 inizia ad occuparsi di questioni sindacali. Fino al 1929 ricopre le cariche di vice-segretario generale dei sindacati fascisti della provincia di Torino e di segretario generale dei sindacati fascisti dei trasporti terrestri e delle comunicazioni interne di Puglia e Lucania.  Nel 1935 è Segretario generale della Federazione nazionale fascista della gente del mare.
Ha diretto i periodici "Sveglia", "Il Matese", "La nostra ora", "Il popolo marinaro".